# Hôtel de la Maîtrise des eaux et forêts (Chinon)
L'hôtel de la Maîtrise des eaux et forêts est un hôtel particulier situé à Chinon. 

## Historique
Le monument fait l’objet d’une inscription au titre des monuments historiques depuis le 15 juillet 1920.